# Йохан Онкен
Йохан Герхард Онкен е основоположник на баптизма в Германия (1823) и баптистки мисионер в редица европейски страни.

## Биография
Роден е нa 15 януари 1800 година (стар стил, 26 януари 1800 година нoв стил). В качеството си на представител на мисионерска организация за разпространение на библии и християнски брошури създава в Хамбург неделно училище. Разкрива съществени разлики между новозаветните идеи и практиката на официалната църква. През 1834 г. Онкен учредява първата баптистка църква и е ръкоположен за пастор и дякон в нея.
Продължава да създава нови църковни организации: учредява 1222 молитвени станции и повече от 280 баптистки църкви (включително над 170 църкви в Скандинавия и славянските страни), както и 771 неделни училища в Германия. Умира нa 21 декември 1883 година (стар стил, 2 януари 1884 година нoв стил) в Цюрих.